# Crizbav
Crizbav (in ungherese Krizba, in tedesco Krebsbach) è un comune della Romania di 2252 abitanti, ubicato nel distretto di Brașov, nella regione storica della Transilvania.
Il comune è formato dall'unione di due villaggi: Crizbav e Cutuș.